# جعفرآباد (کوه‌چنار)
جعفرآباد، روستایی از توابع بخش مرکزی شهرستان کوه‌چنار در استان فارس ایران است.

## جمعیت
این روستا در دهستان چنارشاهیجان قرار دارد و براساس سرشماری مرکز آمار ایران در سال ۱۳۸۵، جمعیت آن ۱۴۴ نفر (۳۷خانوار) بوده‌است.